# Масрикска равница
Масрикска равница (јерм. Մասրիկի դաշտ) или Масрикска котлина је високопланинско котлинско подручје у Јерменији, у марзу Гехаркуник.
Котлина се налази у југозападном делу Севанске котлине, источно од језера Севан, на надморској висини од око 2.000 метара. Котлина је ограничена језером Севан на северозападу, Севанским и Источносеванским планинама на северу и североистоку и Зангезуром на истока. Котлинско дно је испуњено речним и језерским седиментима и по њему протичу бројни мањи водотоци и мање мочваре.
Велико је богатство у подземним водама а издани се налазе већ на дубинама између 1,5 и 5 метара. 
Укупна површина равнице је око 300 км².
У централном делу смештен је град Варденис са око 12.700 становника.
Главна привредна активност на равници је пољопривреда, а највише се узгаја кромпир. 